# Jan Korzenny
Jan Korzenny (ur. 14 kwietnia 1925 w Łomnej Górnej, zm. 21 kwietnia 2010 w Trzyńcu) – był nauczycielem akademickim, filologiem i literaturoznawcą w dziedzinie czesko-polskich relacji literackich. Poświęcił się także polskiej literaturze regionalnej i historii Śląska Cieszyńskiego ze szczególnym uwzględnieniem doliny łomniańskiej.

## Życiorys
Pochodził z rodziny nauczycielskiej. Ojciec Jan Korzenny był dyrektorem polskiej szkoły w Łomnej Górnej. Od roku 1945 do roku 1958 kierował szkołą w Łomnej Dolnej. Matka Olga, z domu Wawrosch, uczyła w łomniańskich szkołach zajęć praktycznych. Brat Erwin (1924) zginął na froncie, siostra Olga, (1929) mieszkała i pracowała w Łomnej Dolnej.
Uczył się w Polskim Gimnazjum Realnym w Orłowej. Naukę w gimnazjum ukończył w roku 1948 maturą. Po maturze studiował polonistykę na Uniwersytecie Palackiego w Ołomuńcu pod kierunkiem prof. J. Béliče, Kralička, J. Bečki i wielu innych - studium ukończył doktoratem nauk pedagogicznych (1952). Jako student był zaangażowany w ruchu studenckim, w latach 1948–1952 był przewodniczącym organizacji „Jedność Akademicka”, której celem było podniesienie świadomości o polskiej kulturze narodowej, zwłaszcza na obszarze Śląska Cieszyńskiego. W latach 1951–1961 pracował w Instytucie Słowiańskim na Wydziale Sztuki Uniwersytetu Palackiego jako asystent skupiający się na literaturze polskiej, jej aspektach regionalnych, związkach i wpływach na pograniczu czesko-polskim.
Po utworzeniu Instytutu Pedagogicznego w Ostrawie (1964) Jan Korzenny objął kierownictwo Katedry Języków Obcych i zbudował na tej uczelni wydział polonistyki, który przyczynił się do powstania koncepcji polskiej edukacji regionalnej. Rozwinął też współpracę z uczelniami w Polsce. Kierownikiem tego wydziału był 20 lat. Poświęcił się przygotowaniu nauczycieli języka polskiego i literatury, był autorem wielu podręczników dla uczniów polskich szkół mniejszościowych, redaktorem wydawnictwa Profil - redagował prace regionalnych polskich autorów. Studiował literaturę polską w odniesieniu do literatury czeskiej, koncentrując się szczególnie na kwestii literatury zaolziańskiej. W swoich badaniach literacko-historycznych analizował polsko - czeską wzajemność kulturową i jej projekcję w twórczości pisarzy polskich i czeskich. Publikował swoje prace badawcze w gazetach i czasopismach (Głos Ludu, Zwrot, Ogniwo), w czasopismach naukowych wydawanych przez renomowane instytucje naukowe. Wraz z Karolem Danielem Kadłubcem wiele lat redagował Kalendarz Śląski. Ważnym obszarem jego badań naukowych był polski teatr i jego wpływ na czeski repertuar teatralny. Na podstawie rozprawy pod tytułem „Dramat polski na scenach XIX wieku ”otrzymał w 1968 roku tytuł Kandydata Nauk przyznany Radą Naukową Uniwersytetu J.E.Purkyně w Brnie. W 1984 r. został mianowany profesorem nadzwyczajnym literatury polskiej.
Przeszedł na emeryturę na początku lat 90. Często przebywał w domu ojca w Łomnej Dolnej i tu rozpoczął działalność badawczą. Coraz bardziej skupiał się na kwestii wydarzeń kulturalnych w Cieszynie, zajmował się tematami Beskidów, interesowała go problematyka szałaśnictwa beskidzkiego oraz codziennym życiem mieszkańców Śląska Cieszyńskiego. Swoją pracę oparł na dogłębnej analizie źródeł historycznych, czerpiąc nie tylko wiedzę o poszczególnych miejscowościach, ale także dane na temat tradycji ludowych i zwyczajów w konkretnym okresie historycznym. Zainicjował pięć wystaw z historii łomniańskiej doliny. W 1996 roku pomógł zorganizować obchody z okazji 400. rocznicy osadnictwa w dolinie Łomnej. W 2000 roku z okazji obchodów 100-lecia usamodzielnienia Łomnej Górnej napisał retrospektywną kronikę jej historii do początku II wojny światowej. Ta była podstawą publikacji Aleny Hasákovej Počítání oveček v Horní Lomné na konci století (Liczenie owiec w Łomnej Górnej pod koniec stulecia). Korzenny wytworzył dla Dolnej i Górnej Łomnej archiwum dokumentów historycznych, map i zdjęć. Z powodu utraty wzroku w 2003 roku zaprzestał pracy naukowej. Wybór jego twórczości i twórczości jego ojca można znaleźć w publikacji Miroslavy Křenkovej „Dolní Lomná v historii a současnosti (Łomna Dolna w historie i współczesności”) z roku 2016.

## Działalność naukowa i wybór prac
Większość jego prac naukowych skupiła się na czterech dziedzinach – czesko-polskiej literaturze, czesko-polskiej współpracy teatralnej, tworzeniu podręczników do edukacji polskiej mniejszości i literaturze regionalnej.
- Komedie Fredry na scenach czeskich. - Pamiętnik Teatralny. - Rocz. 7, por. 2, 1958, s. 299–321.
- Polski dramat w Czechach w okresie Teatru Tymczasowego. - W: Materiały z Ołomunieckiego Uniwersytetu Edukacji: język i literatura. 6. - Praga: SPN, 1959. - s. 69–82.
- Maria Konopnicka i Czesi. - W: Materiały z badań językoznawczych i literackich. 2. - Praga: SPN., 1961. - s. 123–135. - (Acta Univ. Palackianae Olomucensis. Philologica)
- Michał Bałucki na scenach Czeskich. - W: Pamiętnik Teatralny. - Rocz. 11, por. ¾, 1962, s. 481–505.
- Sztuki polskie na scenie czeskiej do r. 1862, „ Kalendarz Zwrotu” 1958,s. 85–94
- Czesko-polska współpraca teatralna i powstanie styczniowe, „Zwrot” 1963, nr. 1, s. 5,
- Dramatski polski na scenie czeskiej do otwarcia Teatru Narodowego. - Praga: SPN., 1975. - 122 s. - (Pismo Fak.Ped. w Ostrawkie; t. 32).
- Związki J. I. Kraszewskiego z Czechami. - W: Kalendarz Śląski 1982. - Ostrawa: Profil, 1981. - s. 129 - 132.
- Z działalności placówki polonistycznej w Ostrawie. - W: Biuletyn Polonistyczny. - t. 5, 1988. - str. 152–159.
- Czeskie peregrynacje Michał Bałuckiego. - W: AUO. - D-26. - 1989. - s. 83–92.
- Sienkiewicz a społeczeństwo czeskie, „Zwrot” 1961, nr 12, s. 3–5
- W górę doliny: zaolziańscy ludzie pióra (wsp. J. Korzenny, W. Sikora). - Czeski Cieszyn, wyd. 1992.
- Z tamtego wieku (1993) seria przetłumaczonych i skomentowanych dokumentów.
- Z dziejów edukacji w Łomnej. - W: Łomniańska jubilantka. – Łomna Dolna, 1995. - s. 5-28.
- Przyczynek do szkolnictwa w Łomnej Dolnej - W: Biuletyn Ośrodka Dokumentacyjnego. - nr 1, 1995.
- Kronika obce Horní Lomná (notacja retrospektywna). - Czeski Cieszyn 1999.
- Przekłady z literatury polskiej w obliczu dwudziestopięciolecia, „Zwrot” 1970, nr 8, s. 12–19.
- O Słowackim w Czechach. - W: Zwrot. nr 2/2000,s.43 – Czeski Cieszyn: Polskie Związek Kulturalno - oświatowy w Czechach,
- Z dějin osídlování údolí Lomné (Z dziejów osadnictwa w Łomnej Górnej) – Horní Lomná: Obecní úřad, 2000.
- Z łomniańskiej doliny (Czeski Cieszyn 1982).

Wiersze, fraszki i opowiadania Jana Korzennego ukazały się na łamach „Głosu Ludu” i „Kalendarza Śląskiego”, a notki biograficzne w „Zwrocie”,„Pracy Szkolnej” i „Ogniwie”. Lista artykułów związanych z regionem Jabłonkowa lub bezpośrednio z Górną i Dolną Łomną znajduje się w internecie.
Jan Korzenny wpisał się do historii ołomunieckiej polonistyki, do historii regionu, a również do historii badań polsko-czeskich kontaktów i ich oddziaływań. Za długoletnią pracę otrzymał wiele dyplomów i aktów uznania Ministerstwa Szkolnictwa ČSRS.